# Obaga de Vilanoveta
L'Obaga de Vilanoveta és una obaga del terme municipal de Conca de Dalt, al Pallars Jussà, a l'antic terme d'Hortoneda de la Conca, en territori de l'antic poble del Mas de Vilanova.
Està situada al sud del Mas de Vilanova, al vessant septentrional de Sant Corneli i al nord de les Collades de Baix. Queda a llevant del Bosc de Pessonada i a ponent de les Escabroses.